# Saint-Victor-des-Oules
Saint-Victor-des-Oules település Franciaországban, Gard megyében. Lakosainak száma 308 fő (2022. január 1.). Saint-Victor-des-Oules Vallabrix, La Capelle-et-Masmolène, Saint-Hippolyte-de-Montaigu, Saint-Quentin-la-Poterie és Saint-Siffret községekkel határos.

## Népesség
A település népessége az elmúlt években az alábbi módon változott:
| Lakosok száma | 85   | 147  | 195  | 249  | 304  | 310  | 306  | 310  | 313  | 308  |
|               | 1968 | 1982 | 1990 | 2006 | 2013 | 2015 | 2017 | 2019 | 2020 | 2022 |